# Final Fantasy : Les Créatures de l'esprit
Pour plus de détails, voir Fiche technique et Distribution.
Final Fantasy : Les Créatures de l'esprit (Final Fantasy: The Spirits Within) est un film américano-japonais de Hironobu Sakaguchi (créateur de la série de jeux vidéo Final Fantasy) et Motonori Sakakibara, sorti le 15 août 2001. Il s'agit du premier long métrage en image de synthèse ayant pour vocation de représenter des êtres humains de façon réaliste. Malgré de bonnes critiques, le film est un échec commercial.

## Synopsis
En 2065, la Terre a été envahie par des créatures extraterrestres appelées Fantômes. Par contact physique, les Fantômes ont la capacité d'absorber l'esprit Gaïa des êtres vivants, les tuants instantanément - un contact bref entraînant quant à lui une infection. Les humains survivants habitent des villes protégées par des boucliers d'énergie que les Fantômes ne peuvent traverser et mènent la guerre contre les envahisseurs pour libérer la planète. Après avoir été infectés lors d'une expérience, le docteur Aki Ross et son mentor, le docteur Sid, découvrent un moyen de vaincre les Fantômes et réunissent huit esprits dont les signatures, une fois unies, peuvent détruire les Fantômes. Aki recherche le sixième esprit dans les ruines de New York alors qu'elle est prise au piège par les Fantômes. Elle est alors sauvée par Gray Edwards et son escadron, Deep Eyes, composé de Ryan Whittaker, Neil Fleming et Jane Proudfoot. On apprend alors qu'Aki et Gray sont d'anciens amants.
À leur retour, Aki rejoint Sid puis ils se présentent devant le Conseil de la ville aux côtés du général Hein, qui est déterminé à utiliser le canon spatial Zeus pour détruire les Fantômes. Aki s'inquiète que le canon détruise l'esprit Gaïa de la planète (un esprit qui représente l'écosystème terrestre) et parvient à retarder son utilisation en révélant qu'elle maîtrise son infection grâces aux esprits qu'elle a réussi à collecter. Elle convainc ainsi le Conseil qu'il y a une autre manière de vaincre les Fantômes. Néanmoins, cette révélation mène Hein à croire, à tort, qu'Aki est contrôlée par les Fantômes. Aki et l'escadron Deep Eyes parviennent ensuite à trouver le septième esprit alors que l'infection d'Aki empire brusquement au point de la rendre inconsciente. Aki a alors une vision onirique lui révélant que les Fantômes sont les esprits d'extraterrestres morts ramenés sur Terre par des débris de leur planète qui fut détruite. Sid utilise le septième esprit pour réveiller Aki et remettre sous contrôle son infection.
Pour apeurer le Conseil et obtenir l'autorisation d'utiliser le canon Zeus, Hein diminue la puissance du bouclier d'énergie protégeant la ville. Alors qu'il prévoyait que seulement quelques Fantômes franchissent le bouclier, son plan tourne mal et des légions entières de Fantômes pénètrent dans la ville. Aki, Sid et les Deep Eyes tentent de rejoindre le vaisseau spatial d'Aki pour s'échapper mais Ryan, Neil et Jane sont tués par des Fantômes. Hein, quant à lui, parvient à s'enfuir et à rejoindre la station spatiale où se trouve le canon Zeus et reçoit l'autorisation de l'utiliser.
Sid localise le huitième esprit sur le site de l'impact de l'astéroïde extraterrestre sur Terre. Il permet à Aki et Gray de rejoindre le site à bord d'un véhicule protégé par un bouclier. Avant qu'il ne puisse l'atteindre, Hein déclenche le canon Zeus en visant le cœur du cratère, détruisant le huitième esprit mais aussi révélant le Fantôme Gaïa de la planète extraterrestre. Celui-ci menace désormais l'esprit Gaïa de la Terre. Aki a une vision de la planète extraterrestre où elle parvient à capter le huitième esprit à partir des particules extraterrestres l'ayant infectée. Alors qu'Aki se réveille, elle et Gray combine l'esprit avec les sept autres. Hein, de son côté, continue de tirer avec le canon Zeus malgré des alertes de surchauffe ; le canon est détruit et il meurt. Gray se sacrifie pour permettre de transmettre physiquement l'union des huit esprits au Fantôme Gaïa. L'esprit Gaïa de la Terre revient à la normale et les Fantômes s'élèvent dans l'espace, finalement en paix. Aki s'extirpe du cratère, portant le corps de Gray, et regarde le monde finalement libéré.

## Fiche technique
- Titre : Final Fantasy : Les Créatures de l'esprit
- Titre original : Final Fantasy: The Spirits Within
- Titre japonais : ファイナルファンタジー (Fainaru fantaji)
- Réalisation : Hironobu Sakaguchi et Motonori Sakakibara (coréalisateur)
- Scénario : Hironobu Sakaguchi, Al Reinert et Jeff Vintar (en), d'après Final Fantasy de Hironobu Sakaguchi
- Musique : Elliot Goldenthal
- Photographie : Motonori Sakakibara
- Montage : Christopher S. Capp
- Décors : Mauro Borrelli
- Production : Jun Aida, Chris Lee et Akio Sakai
- Société de production : Square Pictures et Chris Lee Productions
- Société de distribution : Columbia Pictures
- Budget : 137 000 000 $[1],[2]
- Pays :  États-Unis et  Japon
- Langue : anglais
- Genre : Animation, action et science-fiction
- Durée : 106 minutes
- Dates de sortie : 
  - États-Unis : 2 juillet 2001 (première)
  - États-Unis / Canada : 11 juillet 2001
  - France : 15 août 2001
  - Belgique : 22 août 2001
  - Japon : 15 septembre 2001

## Distribution

### Voix originales anglophones
- Ming-Na : Aki Ross
- Alec Baldwin : le capitaine Gray Edwards
- Donald Sutherland : le docteur Sid
- James Woods : le général Hein
- Ving Rhames : Ryan Whitaker
- Peri Gilpin : Jane Proudfoot
- Steve Buscemi : Neil Fleming
- Keith David : membre du conseil 1
- Jean Simmons : membre du conseil 2

### Voix japonaises
- Keiko Toda : Aki Ross
- Rikiya Koyama : le capitaine Gray Edwards
- Kiyoshi Kobayashi : le docteur Sid
- Tsutomu Isobe : le général Hein
- Akio Ōtsuka : Ryan Whitaker
- Jun Karasawa : Jane Proudfoot
- Atsushi Goto : Neil Fleming

### Voix françaises
- Yumi Fujimori : Aki Ross
- Bernard Lanneau : le capitaine Gray Edwards
- Jean-Pierre Moulin : le docteur Sid
- Guy Chapellier : le général Hein
- Peter King : Ryan Whitaker
- Nathalie Duong : Jane Proudfoot
- Bruno Dubernat : Neil Fleming

## Production

### Développement
Final Fantasy : Les Créatures de l'esprit a été écrit et doublé en version originale en anglais. La première version du scénario, écrite par Sakaguchi, s'intitulait Gaia. Le scénario a été finalisé avec l'aide de collaborateurs anglophones, Al Reinert et Jeff Vintar (en). Plusieurs réécritures du scénario ont eu lieu.
La voix de l'actrice Ming-Na a été choisie pour interpréter Aki Ross car sa personnalité était compatible avec celle d'Aki. À propos de son expérience d'enregistrement vocal, Ming-Na, qui a décroché le rôle via son agent, a déclaré qu'elle avait ressenti donner vie au personnage par sa voix. Elle s'est petit à petit accoutumée avec la difficulté de travailler sans la présence et la spontanéité d'acteurs réels. 

« Au début, je me sentais seule, assise dans cette cabine et c'était étrange de voir ses lèvres bouger et mes mots en sortir, mais petit à petit j'ai commencé à apprécier le temps que je passais avec Aki et je me suis adaptée à elle. Ming-Na, actrice »

Le travail d'enregistrement lui a demandé peu de temps : elle se rendait au studio une ou deux fois par mois sur une durée de quatre mois. Cela lui a permis de continuer à travailler en parallèle dans la série Urgences.

## Bande-son
Le thème de fin, The Dream Within composé par Elliot Goldenthal, est interprété par Lara Fabian.

## Échec commercial et faillite de Square
Malgré son statut de précurseur, le film n'a pas rencontré le succès escompté. Face à un budget qui n'a cessé de gonfler pendant la production en raison d'innombrables contraintes techniques — jusqu'à atteindre 137 millions de dollars —, il ne rapporte au total qu'un peu plus de 85 millions de dollars. Le film est un des plus gros échecs au box-office de l'histoire du cinéma.
L'échec commercial du premier long-métrage de la société Square — une entreprise japonaise chef de file dans le secteur du jeu vidéo de rôle — la place au bord de la faillite. Elle est contrainte de fusionner en 2003 avec sa principale concurrente sur le marché japonais, Enix.